# José Ángel Zubiaur
José Ángel Zubiaur Alegre, né à Bilbao (Biscaye, Espagne) le 28 février 1918 et mort à Pampelune (Navarre) le 24 mars 2012, est un homme politique, carliste puis démocrate chrétien, l'un des fondateurs du parti Union du peuple navarrais en 1979.